# Nic pro hrdiny
Nic pro hrdiny je humorná vědecko-fantastická povídka švédského spisovatele Sama J. Lundwalla. Poprvé vyšla v roce 1971 anglicky a o rok později i švédsky. Navazuje na ni povídka Bernhard dobyvatel z roku 1975.
Česky vyšla první povídka ve sborníku Pozemšťané a mimozemšťané a druhá v časopise Ikarie, v roce 2005 pak byly vydány obě společně. Povídka Nic pro hrdiny byla i předlohou pro komiks Návrat na Zemi v časopise Sedmička.
Obě povídky se vyznačují prudkým tempem děje a mají silně antimilitaristické ladění. Parodují armádu, komercionalizaci, kulturu, propagandu. Prakticky se v nich nevyskytuje kladná postava.

## Děj

### Nic pro hrdiny
Hlavním hrdinou je Bernhard Rodin, zhruba čtyřicetiletý cynický a zatrpklý vojín armády malé kosmické říše. Ten je vyslán na ústřední planetu bývalého pyšného kosmického impéria – naši Zemi po 200 000 letech. Jako společníka dostane robota Robodruha – bonzácké zbabělé zařízení, krmící Bernharda neustále stupidními reklamami. Země je řízena šíleným hlavním počítačem, který se považuje za Boha a z nudy obydlel planetu tvory a postavami z knih, které si za tisíciletí přečetl. Po přistání se do Bernharda zamiluje a ztrpčuje mu dobrodružnou cestu po planetě, o níž Bernhard ani v nejmenším nestojí. Bernhard se potkává s řadou postav z literární historie a po řadě dobrodružství z planety prchá.

### Bernhard dobyvatel
Bernhard je po neúspěšné misi vězněm na planetě Plíživá smrtka. Náhodou se z ní dostane a cestuje po řadě míst Vesmíru, aby na ní opět skončil. Po návratu zjišťuje, že jeho cesta nebyla ani zdaleka tak náhodná, jak si představoval, protože téměř každá planeta má svůj ústřední počítač se svými koníčky.